# Jamaat-ul-Ahrar

Bandera talibán, utilizada por Jamaat-ul-Ahrar.

Jamaat-ul-Ahrar ("Asamblea de los libres") es un grupo islamista militante escindido del Tehrik-e-Talibán Pakistán o Movimiento de los Talibanes Pakistaníes en agosto de 2014. A pesar de que algunos medios de comunicación reportaron que el grupo había prometido lealtad a ISIS,  apenas ha expresado apoyo al mismo. En marzo de 2015, el portavoz del grupo anunció su reunificación con el Tehrik-e-Talibán Pakistán.

## Historia

### Orígenes y crecimiento
En septiembre de 2014, el líder de Tehrik-e-Talibán Pakistán, Mullah Fazlullah, derrocó al líder de la Mohmand Agency, Omar Khalid Khorasani (antiguo dirigente de Ahrar-ul-Hind). Omar Khalid Khorasani y sus socios de la Mohmand Agency habían acusado a la élite del Tehrik-e-Talibán Pakistán de desviarse de su ideología, lo que propició su escisión en el grupo Jamaat-ul-Ahrar.
El Tehrik-e-Talibán Pakistán estaba eficazmente dividido en dos facciones. El TeTP original estaba encabezado por Maulana Fazlullah, quién fue elegido en noviembre de 2013 tras el asesinato del exjefe Hakimullah Mehsud en un ataque con drones por EE. UU. En febrero de 2014, Ahrar-ul-Hind, dirigida por Maulana Umar Qasmi (anteriormente cabecilla de Lashkar-e-Jhangvi) fue creada luego de que el TeTP entablara diálogos en busca de paz con el gobierno pakistaní. Más tarde, Ahrar-ul-Hind se fusionó con Jamaat-ul-Ahrar, un segundo grupo escindido del Tehrik-e-Talibán Pakistán el 4 de septiembre de 2014, y se nombró a Omar Khalid Khorasani como su comandante.

### Relaciones con el Tehrik-i-Talibán de Pakistán
El grupo anunció que ya no reconocería a Mullah Fazlullah como su Emir.

## Estructura organizativa

### Dirigentes
Actual
- Omar Khalid Khorasani (también conocido como Abdul Wali)- anteriormente dirigió una facción llamada Ahrar-ul-Hind, la cual reivindicó varios ataques durante un periodo de alto el fuego entre el gobierno y los talibanes, incluyendo un ataque en un tribunal de Islamabad donde murieron 12 personas. Es también uno de los miembros fundadores del TeTP y es un antiguo periodista de la agencia Mohmand.[6]

### Portavoces
Actual
- Ehsanullah Ehsan

## Operación Khyber-1
El 9 de noviembre, al menos 13 militantes fueron asesinados en una ofensiva de las fuerzas de seguridad en Akakhel, entre cuyos muertos se cuentan dos terroristas suicidas y un comandante. Ehsan confirmó que su comandante Abu Jandal fue asesinado durante el bombardeo del 9 de noviembre en el valle Tirah.

## Ataques (reivindicados y presuntos)
- El 2 de noviembre de 2014, el portavoz de Jamaat-ul-Ahrar Ehsanullah Ehsan reivindicó su responsabilidad para el Wagah ataque de frontera en una llamada telefónica para Alborear de Afganistán. "Algunos otros grupos han reivindicado la autoría de este ataque, pero estas reclamaciones carecen de fundamento. Pronto mostraremos el vídeo de este ataque",  dijo. "Este ataque es una venganza por el asesinato de inocentes en el norte de Waziristan".[8]

- El 7 de noviembre de 2014, Jamaat-ul-Ahrar responsabilidad reclamada para hermana bombings que asesinado al menos seis personas en Mohmand Agencia. Las bombas voluntarios de comité de paz apuntados en Chinari pueblo de Safi Tehsil. Ehsanullah Ehsan Reclamó responsabilidad y jurado para continuar atacando comités de paz tribal.[9]

- El 21 de noviembre de 2014, Jamaat-ul-Ahrar responsabilidad reclamada para un grenade ataque en el campamento de afiliación de Muttahida Qaumi Movimiento (MQM) en Orangi área de Ciudad de Karachi. Tres miembros del Sindh la asamblea y 50 trabajadores estuvieron heridos.[10][11]

- El 15 de marzo de 2015, Jamaat-ul-Ahrar responsabilidad reclamada para gemelo bombings en una iglesia católica y Cristo Iglesia durante servicio de domingo en Youhanabad ciudad de Lahore. Al menos 15 personas fueron asesinadas y setenta resultaron heridas en los ataques.[12]

- El 27 de marzo de 2016, un portavoz para talibán splinter grupo Tehreek-e-Pakistán talibán Jamaatul Ahrar dice: 'con orgullo nos responsabilizamos del ataque suicida en un parque en Lahore. Miembros de la comunidad cristiana que celebraban la pascua eran hoy nuestro objetivo principal excepto aquel 'no quisimos matar mujeres y niños. Nuestro objetivo eran miembros varones de la comunidad cristiana' - NBC Noticiosa